# 张培林
张培林（1922年—？），男，北京人，中国人体解剖学家，曾任北京医科大学教授、博士生导师。